# Biplan

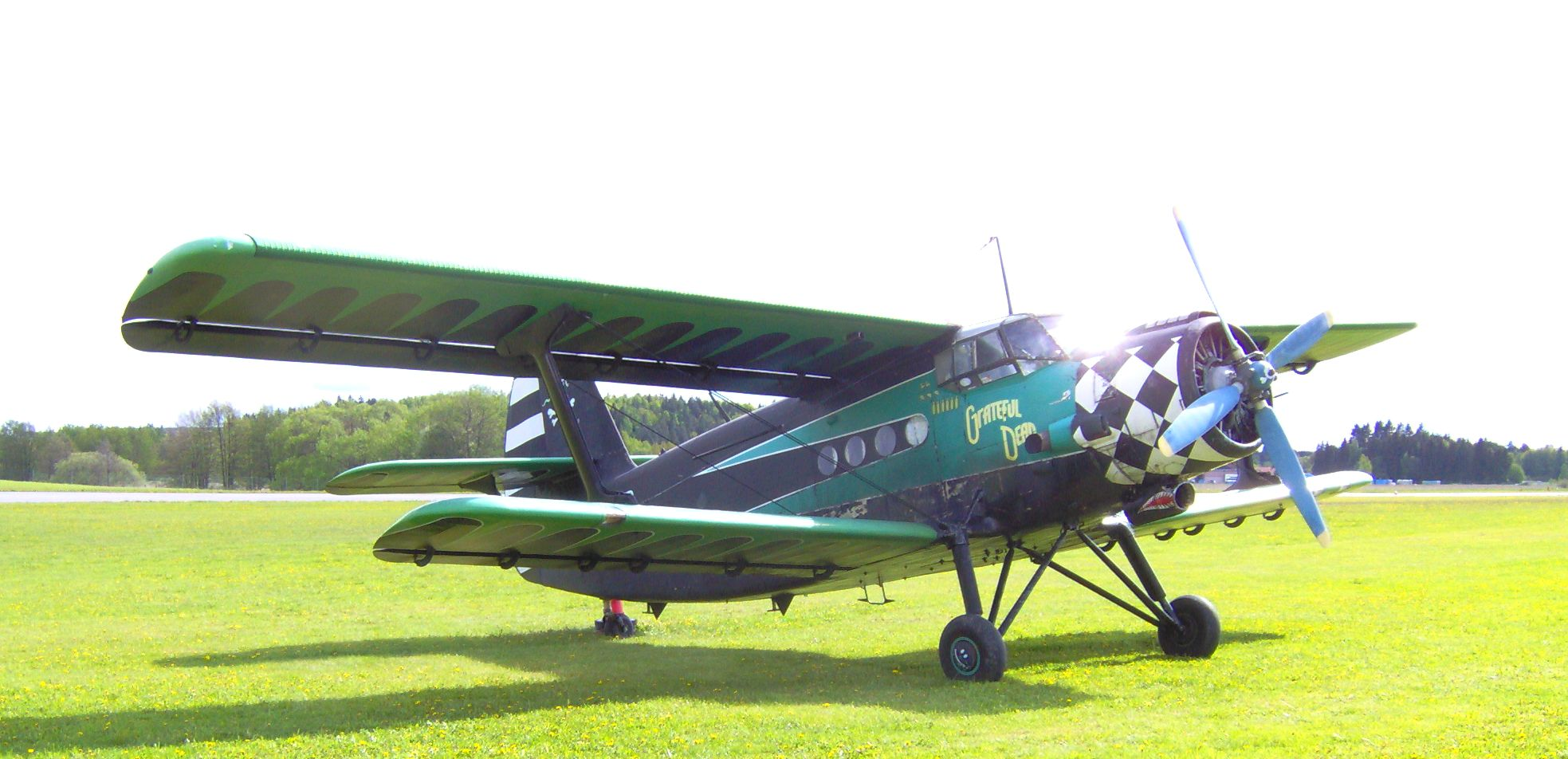
Ett polskbyggt biplan, Antonov An-2 som tillverkats i över 20 000 exemplar och är världens största enmotoriga biplan

Biplan, tvådäckare, dubbeldäckare eller dubbeldäckarflygplan (av tyska: Doppeldecker) är flygplan med två vingar, den ena ovanför den andra. 
Biplan var vanliga i flygets barndom.

## Några biplan genom historien
Bröderna Wrights första flygplan Flyer från 1903 (ibland benämnd Wright Flyer eller mera sällan Kitty Hawk) var ett biplan. Under första världskriget dominerade biplanen, till exempel Sopwith Camel, och de var vanliga fram till andra världskriget. Världens kanske mest kända och spridda biplan är Tiger Moth från 1931. Efter andra världskriget upphörde i huvudsak tillverkning av biplan, men många tidigare militära skolplan har använts civilt under 1950- och 1960-talen, till exempel de Havilland Tiger Moth, Boeing Stearman och Focke-Wulf Fw 44J Stieglitz. Många flyger fortfarande.
Ett fåtal biplanmodeller har konstruerats under efterkrigstiden, bland andra Antonov An-2, PZL-Mielec Belphegor och Transavia PL-12 Airtruk och det franska Aviasud Mistral. Dessa har använts främst till flygbesprutning, vilket biplankonstruktionen är mycket lämpad för på grund av den låga stallfarten. Grumman Ag-Cat är ett ensitsigt dubbeldäckat besprutningsplan som har tillverkats från 1959 och under hela resten av 1900-talet. Här bör också nämnas ensitsiga Pitts S1 från 1945, som i senare versioner blivit ett av världens mest använda flygplan för avancerad flygning.
Dock fanns tidigt även monoplan. Louis Blériot gjorde 1909 den första flygningen över engelska kanalen i sitt eget Blériot XI monoplan. Hugo Junkers tillverkade 1915 sitt första monoplan helt i metall. Junkers F 13 från 1919 blev ett vanligt monoplan för passagerarbefordran. I Sverige startade AB Aerotransport sin verksamhet med just detta plan.

## För- och nackdelar med biplan
Biplanen har sedan flygets barndom förlorat mark till monoplanen. Även om biplanen har vissa fördelar överväger nackdelarna. Nackdelarna ökar med ökande fart.
Några av biplanens fördelar gentemot monoplan:
- Lägre stallfart, gör att man kan flyga lågt och sakta vid till exempel flygbesprutning och geologiska undersökningar med magnetometer.
- Vingarna är enklare att konstruera
- Vingarna kan göras lättare (hela vingkonstruktionen med stöttor och staglinor ger hög styvhet utan kraftiga vingbalkar)
- Mindre total spännvidd (vingbredd) för samma totala vingyta kräver bland annat mindre hangaryta
- Mindre tröghetsmoment i rollplanet är bland annat bra vid avancerad flygning, se till exempel Pitts Special

Några väsentliga nackdelar:
- Mindre effektiv aerodynamisk utformning (motstånd från stöttor och staglinor; vingarna stör varandra aerodynamiskt) ger högre luftmotstånd och sämre fart- och stigprestanda
- Sämre sikt från förar- och passagerarplatser ger lägre flygsäkerhet (ökad kollisionsrisk) och stridseffektivitet samt (utom för vissa nostalgiker) en begränsning i flygupplevelsen